# Пельтигера рыжеватая
Пельтигера рыжеватая (лат. Peltigera rufescens) — лишайник семейства Пельтигеровые, вид рода Пельтигера.

## Синонимы[1]
- Lichen caninus var. rufescens Weiss, 1770basionym
- Lichen rufescens (Weiss) Neck., 1771 [как ruffescens]
- Peltidea canina var. rufescens (Weiss) Wahlenb., 1826
- Peltidea rufescens (Weiss) Ach., 1803
- Peltigera canina subsp. rufescens (Weiss) Lamy, 1878
- Peltigera canina var. coriacea Kremp., 1861
- Peltigera canina var. rufescens (Weiss) Mudd, 1861

## Описание
Слоевище листоватое, до 10 см в диаметре, иногда образующее округлые розетки, 300 мкм толщины, плотное, кожистое, трещиноватое, в сухом состоянии хрупкое. Лопасти узкие до 1 см шириной, с сильно курчавыми, приподнимающимися краями, часто несколько утолщёнными краями, обычно с округлыми пазухами лопастей. Верхняя поверхность коричневая, реже серо-зеленоватая с тонким войлочным покровом. Нижняя поверхность светлая, у края беловатая, сероватая или буроватая, к центру более или менее темнеющая, иногда бурая, с сетью чётких выпуклых жилок. Ризины тёмные. Апотеции на вертикально суженных долях лопастей, 4—6 (8) мм длины, до 8 мм ширины, с красновато-коричневым диском. Сумки узкоцилиндрические, 66—76×10—16 мкм, с 8 спорами. Споры 4—8 (10)-клеточные, веретеновидные или игловидные, слегка однобокие, реже изогнутые, 40—72×3—5 мкм.
Фотобионт — вид рода Nostoc.

### Химический состав
Методом тонкослойной хроматографии вторичных метаболитов не обнаружено.

## Среда обитания и распространение
На почве, на открытых солнечных сухих местах, между скал, по сухим лесам, в горных тундрах.
Вид распространён в Европе, Азии, Северной и Южной Америке, Африке, Австралии .
В России встречается повсеместно.

## Охранный статус
Вид занесён в Красную книгу Волгоградской, Пензенской областей, города Москвы.